# Жигірь Вікторія Іванівна
Жигірь Вікторія Іванівна (9 січня 1969, с. Азовське, Бердянський район,Запорізька область) – докторка педагогічних наук, професорка, декан факультету фізико-математичної, комп’ютерної та технологічної освіти Бердянського державного педагогічного університету, фахівчиня в галузі професійної підготовки майбутніх учителів.

## Життєпис
Жигірь Вікторія Іванівна народилася 9 січня 1969 року селищі Азовському Бердянського району Запорізької області.
У 1992 р. закінчила електротехнічний факультет Запорізького машинобудівного інституту за спеціальністю “Електричні машини”, отримала кваліфікацію “інженер-електромеханік”, у 1996 р. закінчила факультет трудового навчання Бердянського державного педагогічного інституту за спеціальністю “Трудове навчання”, отримала кваліфікацію “вчитель трудового навчання”, у 1997 р. закінчила економічний факультет Бердянського інституту підприємництва за спеціальністю “Економіка підприємства”, отримала кваліфікацію “економіст”. Із 1993 р. працює в Бердянському державному педагогічному університеті. У 1997–2000 рр. навчалася в аспірантурі Бердянського державного педагогічного інституту.
У квітні 2001 року захистила кандидатську дисертацію “Зміст фахової підготовки вчителя обслуговуючої праці у вищому навчальному закладі” (науковий керівник – В.І. Гусєв).
У червні 2015 року захистила докторську дисертацію “Теоретичні і методичні засади формування професійно-педагогічних компетентностей майбутніх менеджерів освіти” (науковий консультант – М.В. Вачевський).
З 2003 р. – доцент кафедри машинознавства та обслуговуючої праці, з 2004 р. – доцент, завідувач кафедри професійної педагогіки та методики трудового навчання, з 2006 р. – доцент, завідувач кафедри професійної педагогіки та методики професійного навчання, з 2012 р. – доцент, завідувач кафедри професійної освіти, з 2016 р. професор, завідувач кафедри професійної освіти, з 2017 р. – декан факультету фізико-математичної, комп’ютерної та технологічної освіти.
Із 2010 р. – член Національної спілки журналістів України, з 2011 р. – учений секретар спеціалізованої вченої ради К 18.092.01.
Сфери наукових інтересів: професійна підготовка майбутніх педагогів як менеджерів освіти, професійна підготовка майбутніх інженерів-педагогів.

## Наукова діяльність
Авторка та співавторка більше, ніж 150 наукових праць, серед яких монографії та навчально-методичні посібники:
1. Жигірь В.І.,  Чернєга О.А. Професійна педагогіка:  навчальний посібник. Київ: Кондор, 2012. 336 с. (Гриф МОНМС лист № 1/11-2762 від 02.04.2010 р.)
2. Дидактичні основи професійної освіти: навчальний посібник. Бердянськ: БДПУ, 2017. 201 с.
3. Методологічні засади професійної освіти: навчальний посібник. Бердянськ: БДПУ, 2017. 143 с.
4. Жигірь В.І. Професійно-педагогічна компетентність менеджера освіти: теоретичні та методичні аспекти: монографія. Бердянськ: Видавець Ткачук О.В., 2014. 624 с.
5. Жигірь В.І. Теорія і методика виховної роботи у професійній освіті: навчально-методичний посібник. Бердянськ: БДПУ, 2019. 250 с.

Учений секретар спеціалізованої вченої ради в Бердянському державному педагогічному університеті із захисту докторських (кандидатських) дисертацій  Д.18.092.01 за двома спеціальностями: 13.00.02 – теорія та методика навчання (фізика); 13.00.04 – теорія та методика професійної освіти.
Підготувала двох кандидатів педагогічних наук: Олена Керекеша-Попова (2020), Оксана Дяченко (2020).

## Праці
1. Жигірь В.І. Про деякі умови професійної підготовки конкурентоспроможного вчителя у ВНЗ. Наукові праці ДонНТУ. Серія: «Педагогіка, психологія і соціологія». 2017. № 1 (20). С. 34–39. URL: https://pedagogy.donntu.edu.ua/wp-content/uploads/2020/01/Zbirnyk_pedahohika_20_2017.pdf
2. Жигірь В.І. Розробка навчально-методичних комплексів відповідно до вимог державних освітніх стандартів нового покоління. Молодь і ринок: науково-педагогічний журнал. Дрогобич: Дрогобицький державний педагогічний університет імені Івана Франка. 2017. № 5(148). С. 20–24. URL: http://nbuv.gov.ua/UJRN/Mir_2017_5_6
3. Жигірь В.І. Оцінювання професійної компетентності як результату навчання майбутніх учителів. Молодь і ринок:науково-педагогічний журнал. Дрогобич: Дрогобицький державний педагогічний університет імені Івана Франка. 2017. № 7(150). С. 16–19. URL: http://nbuv.gov.ua/UJRN/Mir_2017_7_5
4. Жигірь В.І. Особливості асистентської практики магістрів педагогічних спеціальностей. Молодь і ринок:науково-педагогічний журнал. Дрогобич:Дрогобицький державний педагогічний університет імені Івана Франка. 2017. № 10(153). С. 11–14. URL: http://nbuv.gov.ua/UJRN/Mir_2017_10_4
5. Жигірь В.І. Сутність та особливості застосування педагогічних кейсів у професійній підготовці майбутніх учителів. Науковий часопис НПУ імені М.П. Драгоманова. Серія 16.  Творча особистість учителя: проблеми теорії і практики. Київ: НПУ імені М.П. Драгоманова. 2017. Випуск 29 (39). С. 106–109. URL: http://enpuir.npu.edu.ua/handle/123456789/19144
6. Жигірь В.І. Застосування педагогічних задач у професійній підготовці майбутнього вчителя. Наукові записки Бердянського державного педагогічного університету. Сер.:Педагогічні науки. 2017. Вип. 3. С. 168–172. URL: http://nbuv.gov.ua/UJRN/nzbdpu_2017_3_27
7. Жигірь В.І. Компоненти інформаційної культури вчителя. Фізико-математична освіта:науковий журнал Сумського державного педагогічного університету імені А.С. Макаренка, Фізико-математичний факультет редкол.: О.В. Семеніхіна (гол.ред.) [та ін.]. Суми: СумДПУім. А.С. Макаренка, 2019. Випуск 2(20). Ч. 2. С. 109–114. URL: https://fmo-journal.fizmatsspu.sumy.ua/publ/4-1-0-642
8. Старокожко О.М., Крижко В.В., Жигірь В.І. Трансверсальний характер поліпарадигмального освітнього простору. Науковий вісник національного гірничого університету. 2020. № 3. С. 191‒195. URL: http://www.nvngu.in.ua/index.php/uk/arkhiv-zhurnalu/za-vipuskami/1845-2020/zmist-3-2020/5387-transversalnij-kharakter-poliparadigmalnogo-osvitnogo-prostoru
9. Hanna Alieksieieva, Nataliia Kravchenko, Larysa Horbatiuk, Viktoriia Zhyhir, Olena Chernieha. The Creative Abilities’ Developmentasthe Componentof the Process of Formation Soft Skills with the Help of Distant Technologies. Creative Education. 2020. Vol.11 No.12, December 2020. PP. 2499‒2511. URL: https://www.scirp.org/journal/paperinformation.aspx?paperid=105698
10. Жигірь В., Горбатюк Л., Забєліна Ю.  Професійна підготовка майбутніх мобільних кваліфікованих робітників у закладах професійної (професійно-технічної) освіти як наукова проблема. Наукові записки Бердянського державного педагогічного університету. Серія:Педагогічні науки: зб. наук.пр. Вип. 2. Бердянськ: БДПУ, 2021. С. 227–238. URL: http://nbuv.gov.ua/UJRN/nzbdpu_2021_2_25
11. Жигірь В., Кривильова О.А. Підготовка конкурентоспроможних кваліфікованих робітників як мета закладів професійної (професійно-технічної) освіти. Молодь і ринок: науково-педагогічний журнал. Дрогобич: Дрогобицький державний педагогічний університет імені Івана Франка. 2021.  № 9 (195). С. 21–26. URL: http://nbuv.gov.ua/UJRN/Mir_2021_9_6
12. Жигірь В., Кривильова О.А. Сучасні методологічні підходи до професійної підготовки майбутніх кваліфікованих робітників у закладах професійної (професійно-технічної) освіти. Людинознавчі студії. Серія «Педагогіка» / ред. кол. М. Чепіль (головний редактор) та ін. Дрогобич: Видавничий дім «Гельветика», 2021. Випуск 13 (45). С. 34–42. URL: http://nbuv.gov.ua/UJRN/Lstud_2021_13_7
13. Жигірь В.І. Розробка індивідуальних освітніх траєкторій для підготовки майбутніх кваліфікованих робітників в закладах професійної (професійно-технічної) освіти. Педагогічні науки: теорія та практика. Запоріжжя: Видавничий дім «Гельветика», 2021. № 3 (39). С. 54–61. URL: www.journalsofznu.zp.ua/index.php/pedagogics
14. Кривильова О., Жигірь В. Професійна підготовка майбутніх кваліфікованих робітників на основі STEM-орієнтованого підходу. Наукові записки Бердянського державного педагогічного університету. Серія:Педагогічні науки: зб. наук.пр. Вип. 1. Бердянськ: БДПУ, 2022. С. 196–208. URL: http://nbuv.gov.ua/UJRN/nzbdpu_2022_1_22